# Zorzynek rzeżuchowiec
Zorzynek rzeżuchowiec (Anthocharis cardamines) – gatunek motyla dziennego z rodziny bielinkowatych (Pieridae). Łatwy do rozpoznania.

## Występowanie
Cała Europa, Azja, aż po Chiny. Pospolity, występuje w całym kraju.

## Opis
Skrzydła o rozpiętości 35–40 mm, z wierzchu białe. Na przednim skrzydle czarna plama wierzchołkowa, na żyłce poprzecznej czarna plamka. Spód skrzydeł biały z zielonkawym deseniem. Wyraźnie zaznaczony dymorfizm płciowy. U samca po obu stronach przedniego skrzydła, w przedniej części pomarańczowa plama. Gąsienica niebieskozielona, od spodu zielona. Po bokach znajdują się białe linie. Głowa zielona. Na ciele znajdują czarne brodawki i krótkie szczecinki. Poczwarka smukła z rozszerzeniem pośrodku i długim wyrostkiem na głowie. Jej ubarwienie zależy od otoczenia, od żółtego, aż po zielone.

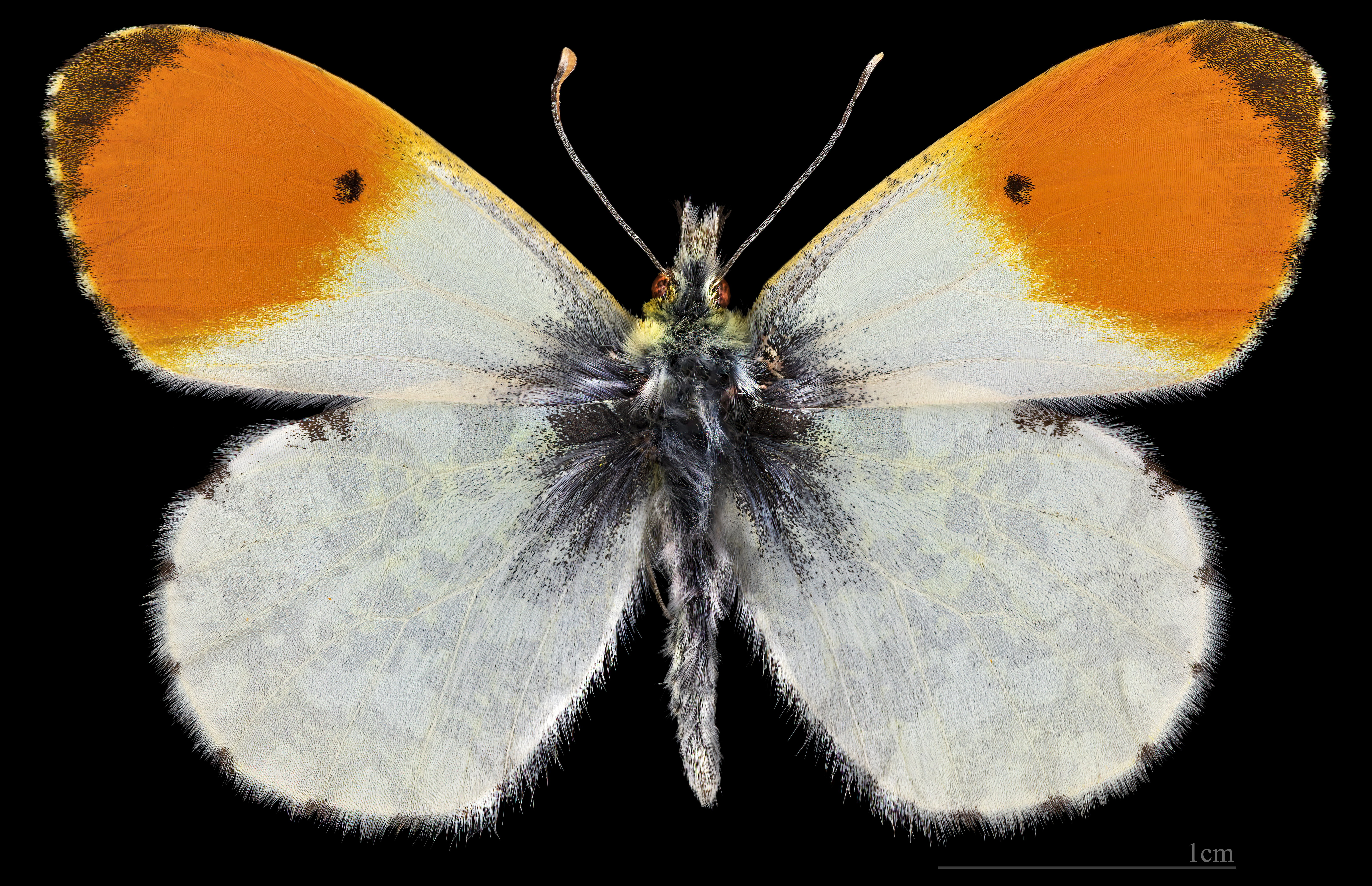
Anthocharis cardamines ♂
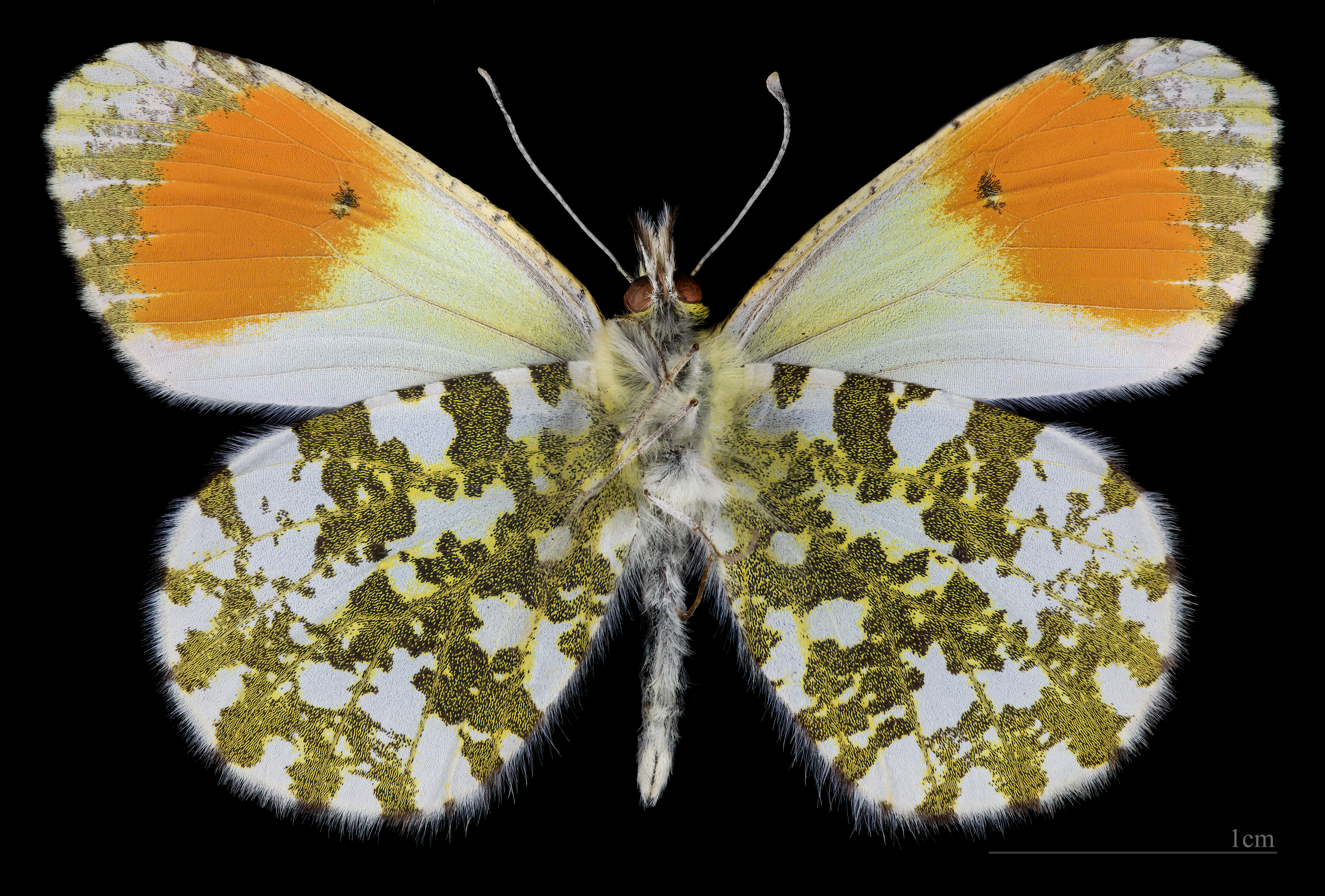
Anthocharis cardamines ♂  △
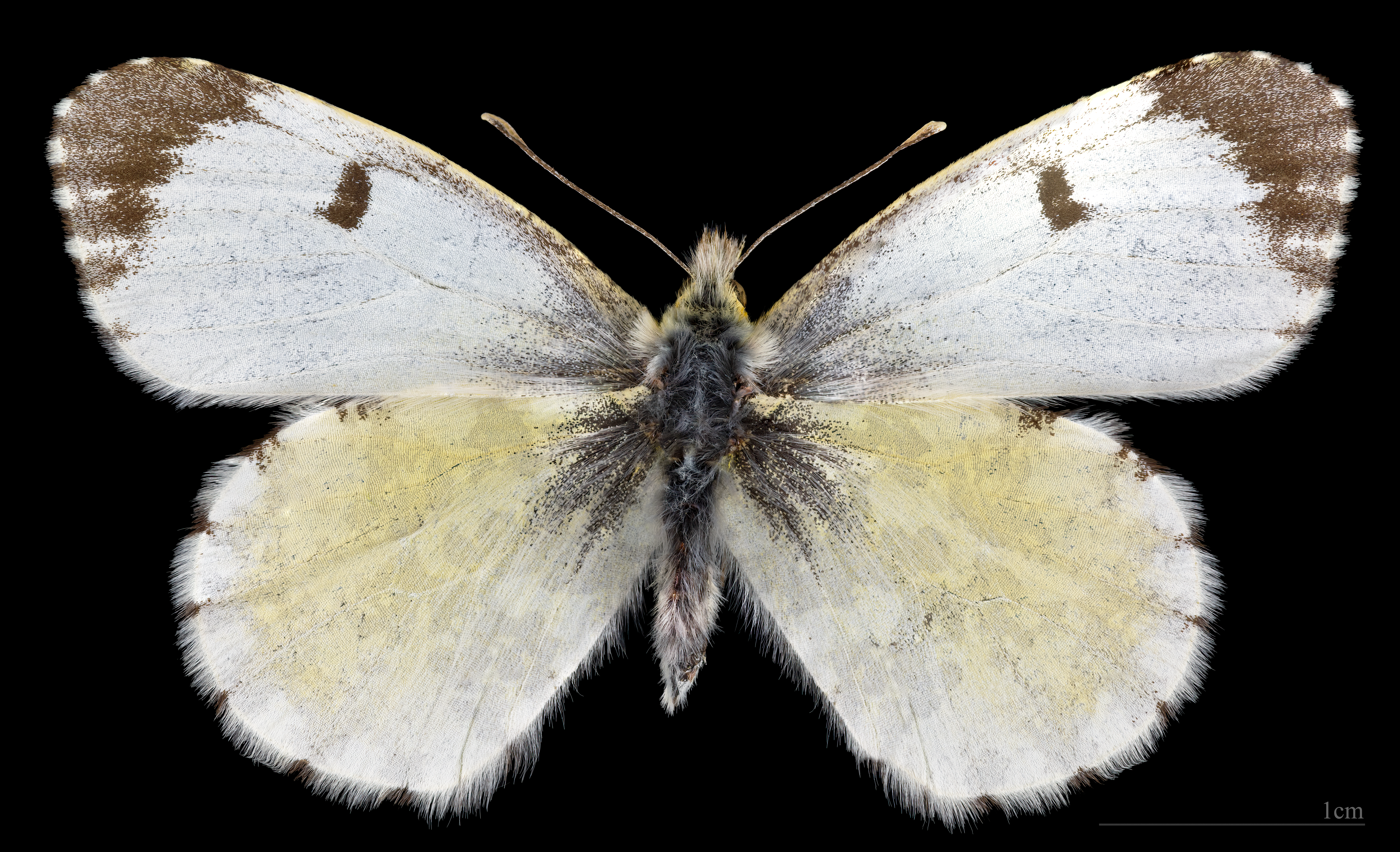
Anthocharis cardamines  ♀
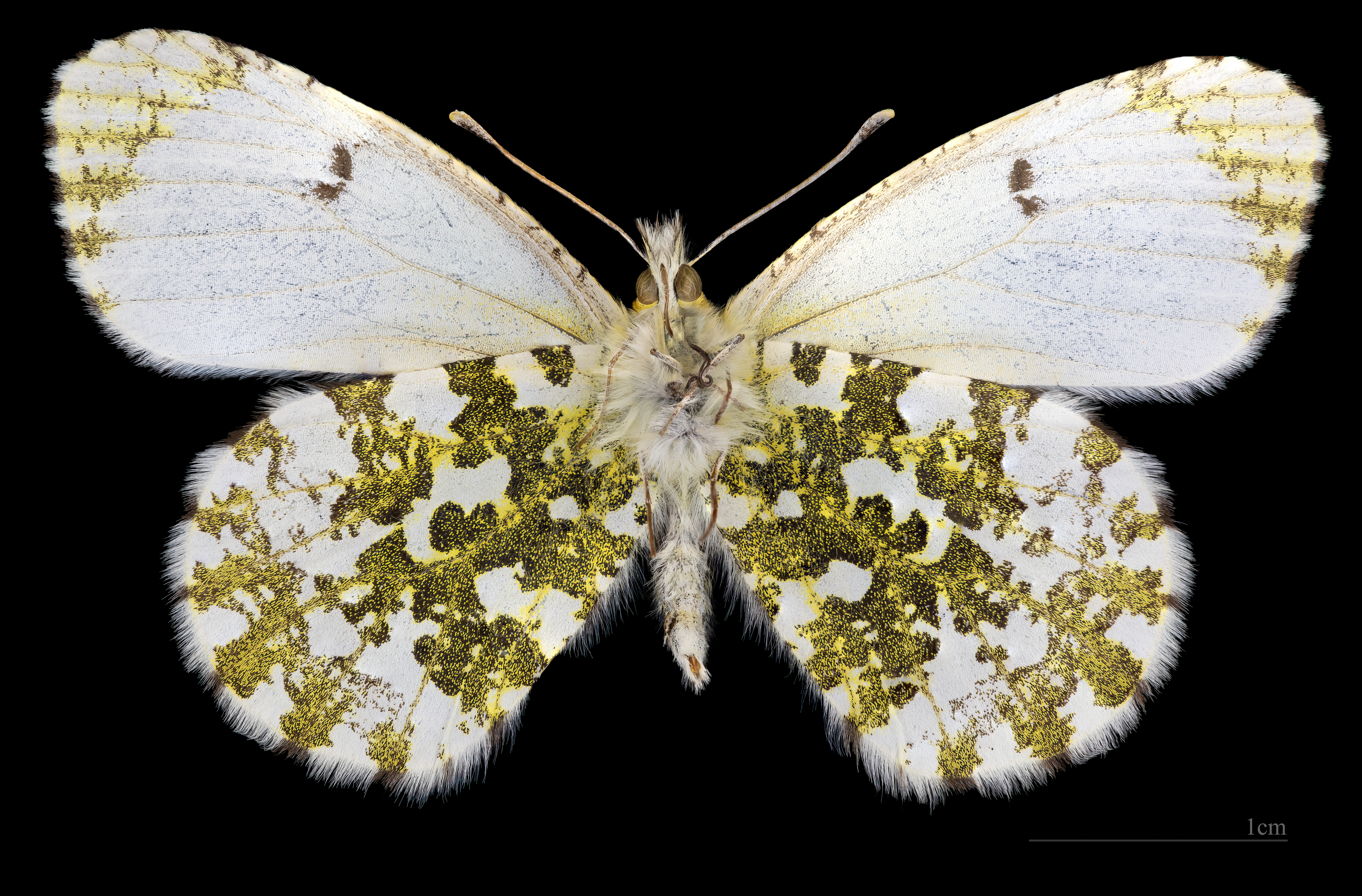
Anthocharis cardamines ♀ △

## Biologia i ekologia
Jaja beczułkowate, na początku białe, później pomarańczowobrunatne z zwężeniem na szczycie i delikatnym żebrowaniem. Składane są pojedynczo na szypułkach kwiatowych, najczęściej rosnących w miejscach ocienionych. Pojawia się przy tym w okresie 3/IV-1/VI, ale w Tatrach spotykany też w lipcu. Gąsienica żyje na roślinach z rodziny Brassicaceae. Należą do nich rzeżucha łąkowa, czosnaczek pospolity, rzeżusznik piaskowy, pleszczotka górska, żywiec bulwkowaty, wieczornik damski i chrzan pospolity. Żeruje na różnych gatunkach kwiatów oraz niedojrzałych łuszczynach, rzadko zjada również liście i łodygi. Przepoczwarzenie się ma miejsce na łodydze, czasem na ziemi. Zimuje tylko poczwarka. Dorosłe żywią się nektarem, tych samych roślin, co gąsienice. Zamieszkuje łąki, skraje lasów, zręby, leśne drogi i polany oraz wilgotne lasy liściaste i mieszane.

## Status i ochrona
Gatunek najmniejszej troski, nie wymaga ochrony.

## Galeria

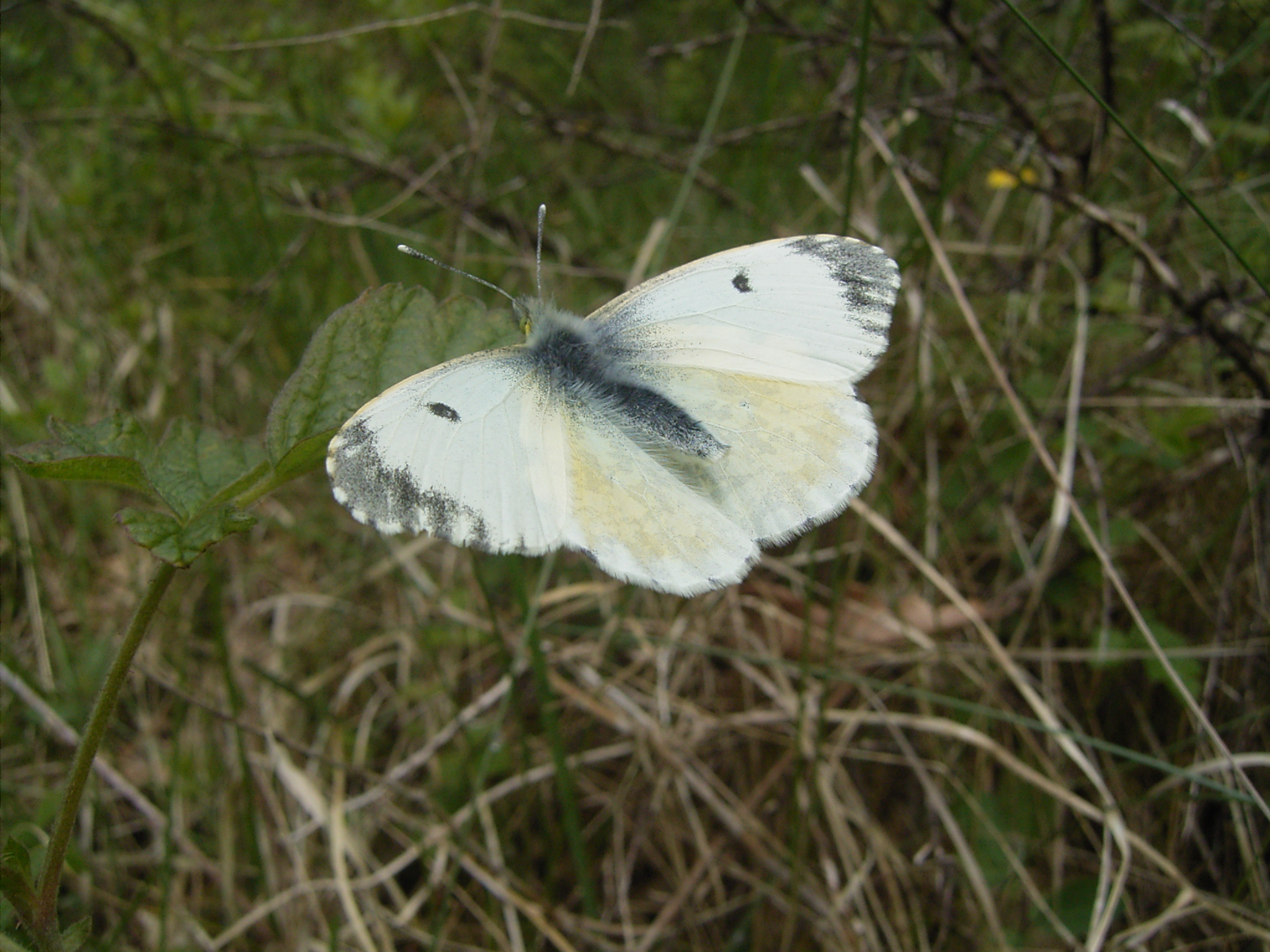
Samica
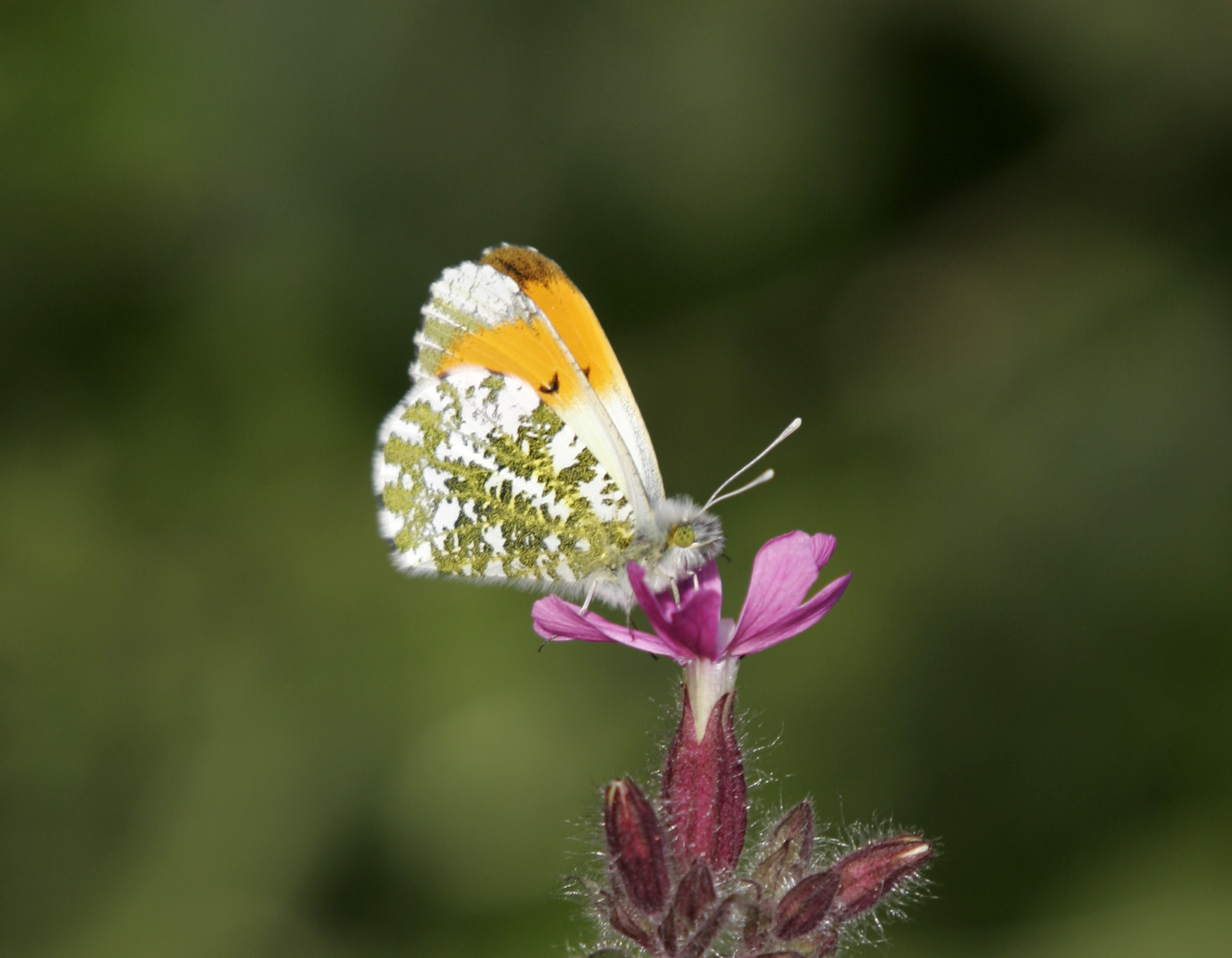
Samiec, spód skrzydeł
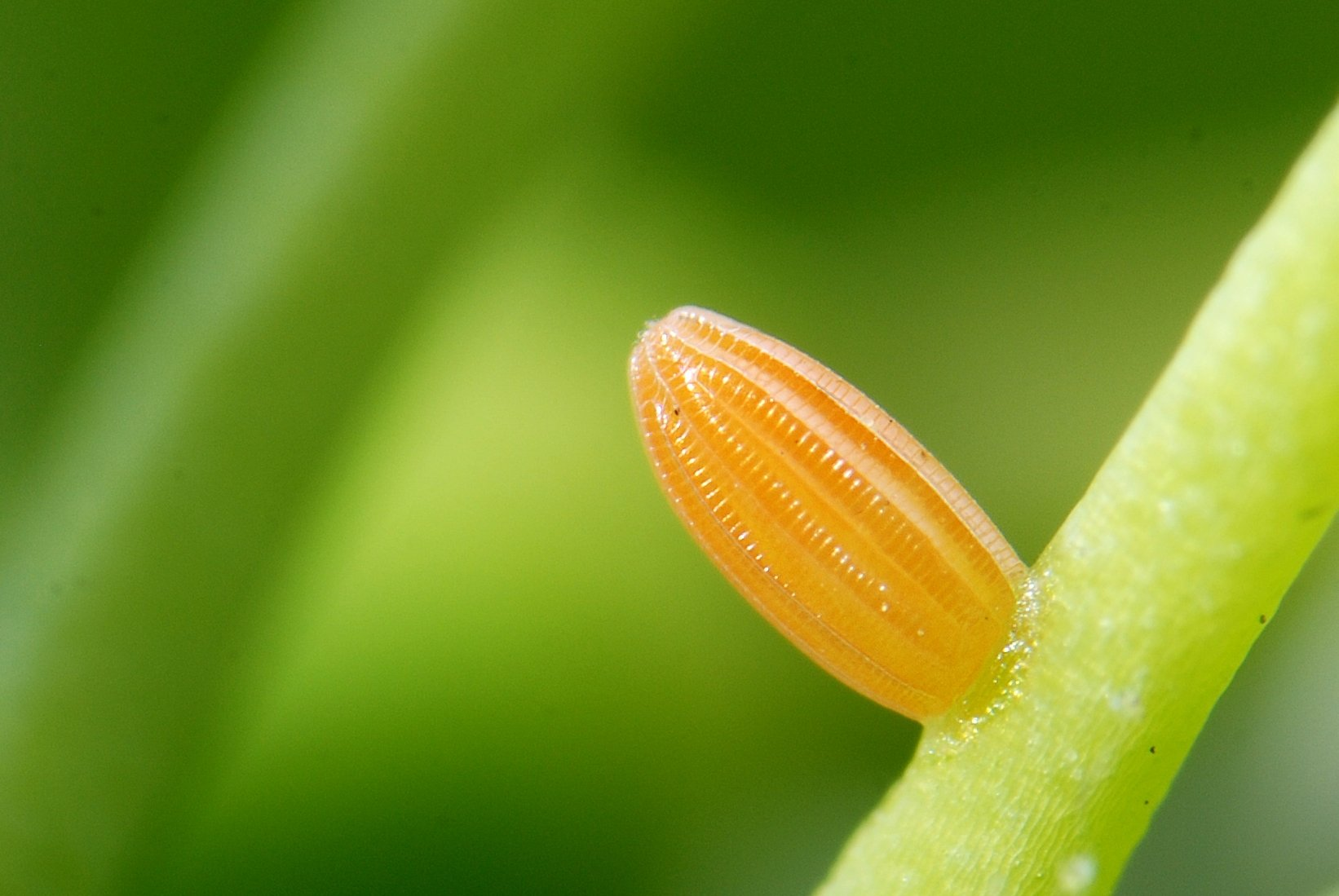
Jajo
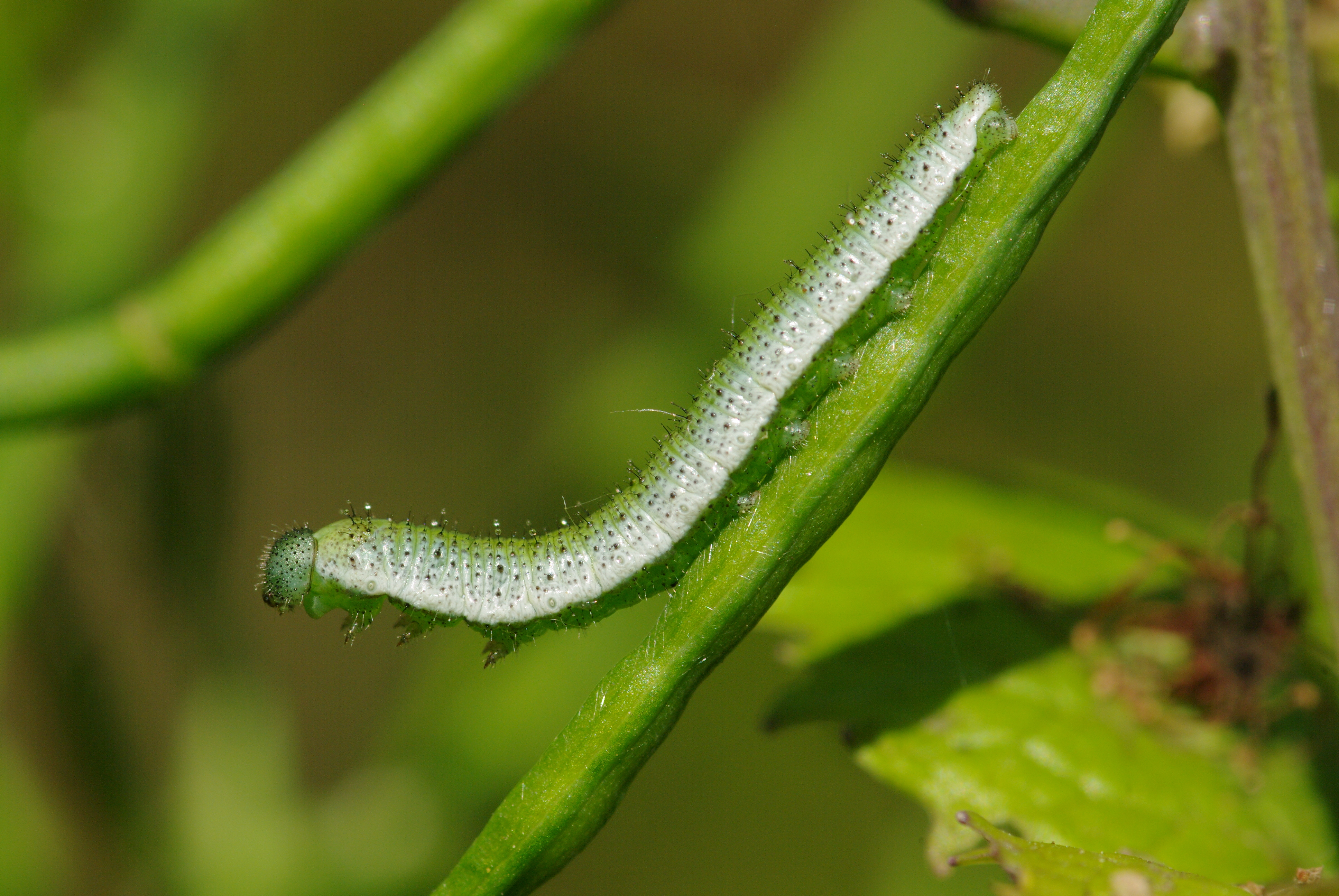
Gąsienica
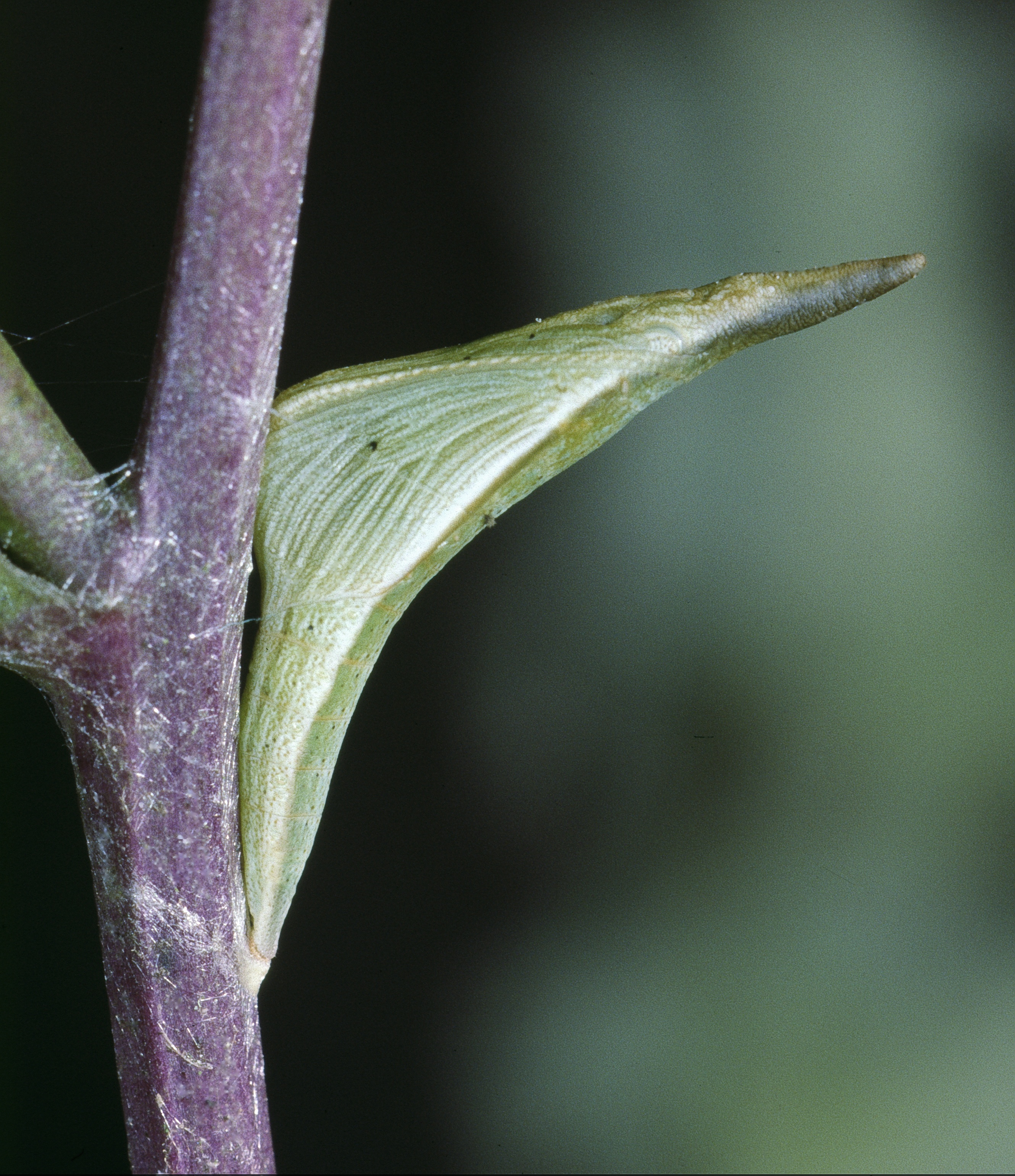
Poczwarka